# Palazzo Astalli
Il Palazzo Astalli è un edificio sito in Roma, Via San Marco n. 8 (Rione X Campitelli)

## Storia
L'origine del palazzo sembra incerta. Esisteva un edificio di proprietà della famiglia Muti, che decise di rinnovarlo nel Cinquecento, ma i lavori procedettero a rilento finché il lotto di terreno con il fabbricato furono ceduti alla famiglia Astalli. 
Monsignor Fulvio Astalli ed il fratello cardinale Camillo incaricarono nel 1642 l'architetto Giovanni Antonio De Rossi della progettazione e realizzazione del nuovo palazzo. La forma irregolare del lotto di terreno, compreso tra Via San Marco, vicolo degli Astalli e via dell'Aracoeli, ne ha determinata la pianta subtriangolare. Il fabbricato originale fu terminato alla fine del secolo ed aveva tre facciate: una con un portale e dieci finestre su Via San Marco, una seconda con due portali ed otto finestre su Via dell'Aracoeli ed una terza con portale cinquecentesco e dieci finestre sul Vicolo degli Astalli. L'edificio terminava, in elevazione, con un'altana. 
La famiglia Astalli fece affrescare gli interni ed in particolare il salone delle feste. I cronisti del Settecento riferiscono, in effetti, di feste e banchetti tenuti nel palazzo, particolarmente durante il Carnevale.
Nel 1827, come documentato da una targa in alto sull'angolo smussato su Via San Marco, l'isolato fu acquistato dalla Reverenda Fabbrica di San Pietro, ad uso uffici e residenza del Dirigente.
Ad iniziare dal 1930 il fabbricato subì profonde trasformazioni dovute ai lavori di isolamento del Campidoglio, che prevedevano anche l'allargamento della Via San Marco. Tutta la parte dell'edificio prospiciente detta via fu demolita, distruggendo anche il famoso salone, con il conseguente stravolgimento degli equilibri formali originali.

## Descrizione
Il palazzo ha subito delle trasformazioni importanti in occasione dei lavori per l'isolamento del Campidoglio e l'allargamento della Via San Marco. Attualmente il palazzo ha perso l'importanza originaria: la facciata su vicolo degli Astalli è stata praticamente dimezzata con la riduzione a sei finestre e scomparsa del portale cinquecentesco, mentre su via dell'Aracoeli la fronte è ridotta ad un solo portale e sei finestre.
La facciata su Via S. Marco presenta al pianterreno tre portali e quattro finestre con inferriata che sovrastano le finestrelle dello scantinato. Al piano nobile vi sono sette finestre (in luogo delle dieci originali), come anche al secondo ed al terzo piano, anche se più semplici. L'altana è ricostruita. La smussatura d'angolo, conseguente alla trasformazione, mostra cantonali bugnati, una portafinestra con balconcino sostenuto da due mensole sovrastante la finestrella con inferriata delle cantine, ed una finestra all'ultimo piano.
Gli affreschi che decoravano le sale demolite sono stati staccati e ricomposti nel Museo di Roma. Particolare era quello del salone, con scene sacre ambientate in paesaggi romani e laziali ed una Annunciazione.

## Curiosità
Come altre famiglie nobiliari, anche gli Astalli avevano una dimora suburbana all'interno delle Mura aureliane: villa Astalli ha sede nel rione Esquilino e non va confusa col palazzo, anche se è dotata di un Casino nobile (un edificio di due piani, con targhe in stucco alle finestre, busti dentro ovali a decorare le pareti ed un’altana centrale).
Era circondata da giardini e viali ed era corredata di una “pars rustica”, destinata ad uso agricolo, di oltre due ettari di estensione: la tenuta aveva l’accesso principale sul tracciato dell'epoca della via Labicana e fu lottizzata per le edificazioni degli anni Venti, mentre il Casino nobile diventava sede della curia generalizia delle Figlie di Nostra Signora al Monte Calvario.